# Alexander Mesa Travieso
Alexander Mesa Travieso (San Cristóbal de La Laguna, Illes Canàries, 5 de febrer de 1995), més conegut com a Nano, és un futbolista professional que juga com a davanter.

## Carrera de club
Nano va ingressar al planter del CD Tenerife el 2006 a 11 anys. Va debutar com a sènior amb el CD Tenerife B la temporada 2012–13,quan encara era júnior, a Tercera Divisió.
El 30 de desembre de 2013 Nano fou promocionat al primer equip a la Segona Divisió. El 18 de gener de l'any següent va jugar el seu primer partit com a professional, entrant com a suplent a la segona part en una derrota per 0–4 a casa contra l'AD Alcorcón.
El 15 d'agost de 2014 Nano fou cedit al CE L'Hospitalet de Segona Divisió B. El 20 d'agost de l'any següent fou promocionat definitivament al primer equip dels Blanquiazules' i hi va signar un nou contracte fins al 2018.
Nano va marcar el seu primer gol com a professional el 23 d'agost de 2015, el tercer del seu equip en una derrota per 6-3 a fora contra el CD Numancia. El 21 de febrer de l'any següent, va marcar un doblet en una victòria per 3-1 a casa contra la UE Llagostera; en va fer un altre set dies després, en una victòria per 2–1 contra el CD Mirandés.
Nano va continuar amb la seva ratxa golejadora, fent un doblet en un empat 2–2 contra el Deportivo Alavés a l'abril, i un altre en una victòria per 3–1 a casa contra el Reial Valladolid el maig. Va acabar la temporada amb 14 gols, essent el màxim golejador del club, i el vuitè de la categoria.
El 27 d'agost de 2016, la SD Eibar va arribar a un acord amb el Tenerife pel traspàs de Nano, per 3.250.000 euros. Dos dies després signà contracte pel club de La Liga. Va debutar en la categoria el 20 de setembre, com a titular, i marcant el gol del seu equip, en una derrota per 2-1 contra el Màlaga CF.
L'1 de setembre de 2017, Nano fou cedit al Llevant UE, també de primera, per un any. El següent 31 de gener, la cessió acabà i fou cedit a l'Sporting de Gijón, de segona divisió, fins a final de temporada.
El 4 d'agost de 2018, Nano va retornar al Tenerife cedit per un any. El 13 d'agost de l'any següent, fou cedit al Cadis CF de segona divisió, per la temporada 2019–20.
El 14 d'agost de 2020, després d'assolir la promoció, els andalusos varen comprar la meitat dels seus drets federatius, i Nano signà contracte per quatre anys amb el club. Posteriorment, va jugar a equips de categories inferiors, com el Logronyés i el Reial Saragossa, a la Segona Divisió. Al primer equip fou cedit el 31 de gener del 2021. Amb l'inici de la temporada vinent, fou cedit al Saragossa. En acabant la segona cessió, torna a Cadis, i rescindeix el seu contracte.
El 2023, amb l'inici de la competició Kings League, es va rumorejar que hi participava, d'incògnit, com a jugador del Xbuyer Team, amb el pseudònim Enigma 69. El jugador participava amb samarreta de màniga llarga tapant-li els tatuatges dels braços, i amb una màscara de lluitador de lluita lliure mexicana. La seva identitat va ser revelada pel periodista Guillem Balagué.